# Stroomversnelling

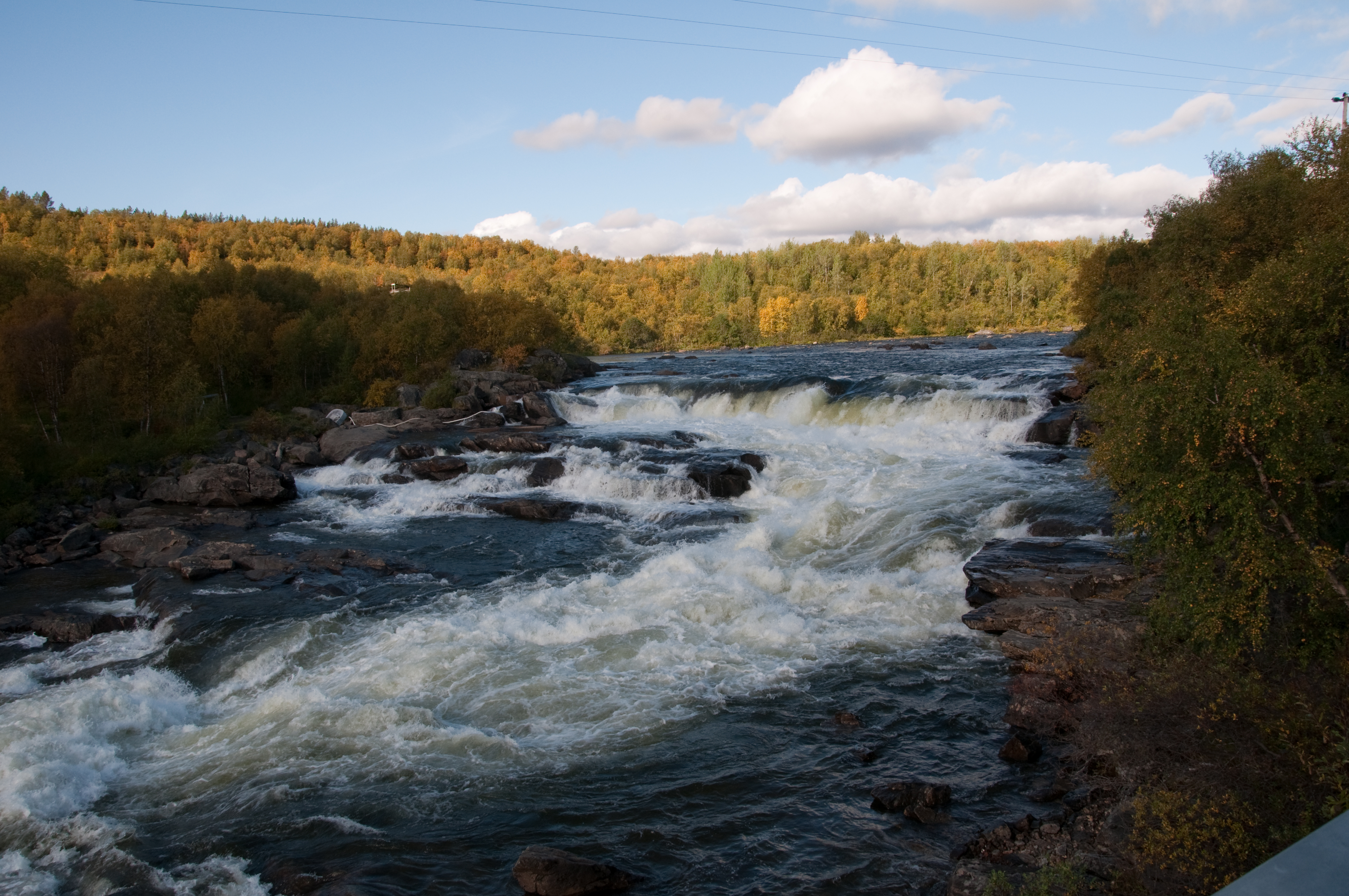
Stroomversnelling bij Neiden Bru in Noorwegen

Een stroomversnelling (in Suriname soela genoemd) is een hydrologisch verschijnsel dat bestaat uit het deel van een waterstroom dat door verlies van hoogte over een korte afstand (bijvoorbeeld door rotsen of stuwen) versterkt wordt in snelheid en niveau en meestal turbulente stromingen tot gevolg heeft. Stroomversnellingen kunnen vaak worden herkend aan een versmalling van de stroom en aan rotsen die boven het water uitsteken. Als stromend water over en om de rotsen heen golft, ontstaan luchtbellen, waardoor het water een witte kleur krijgt en wildwater doet ontstaan.